# Земля Загублених, або Маленькі страшні казки
«Земля Загублених, або Маленькі страшні казки» — збірка оповідань Катерини Калитко, яка вийшла у Видавництві Старого Лева 2017 року в серії короткої прози й есеїстики. Друга книга малої прози авторки.
На створення книги письменницю надихнули реальні історії людей, яких позбавляють голосу у звичайному житті. Вони в модифікованій формі є героями оповідань.

## Анотація

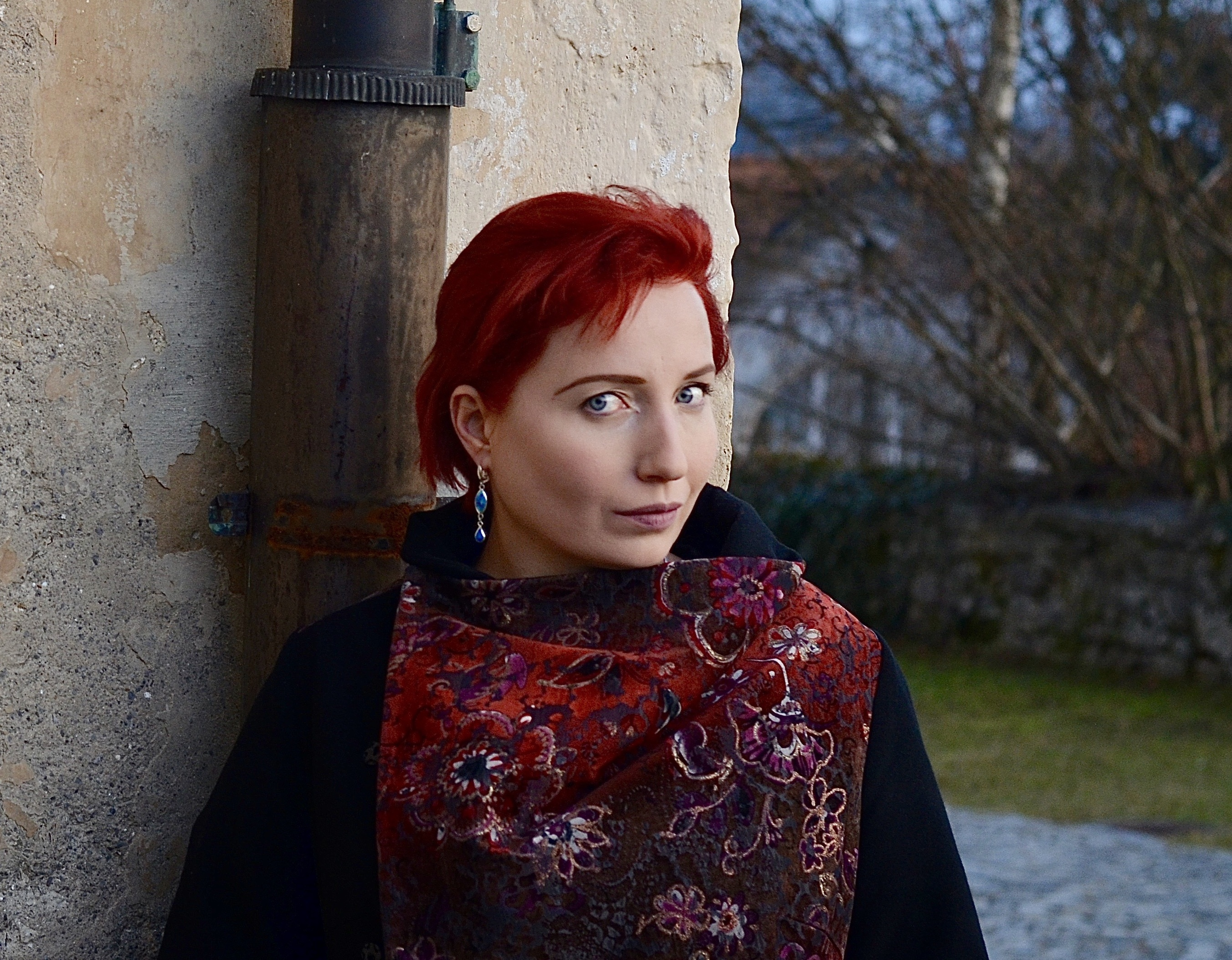
Катерина Калитко, авторка збірки

Земля Загублених щодня дрейфує морями альтернативної географії строго паралельно із нашою щоденною, звичною географією. Земля Загублених виникла для того, щоб надто інші люди, витіснені з «нормального» світу, мали куди піти. Виросла з потреби в укритті та оперті. Вона перероджується і розростається щоразу, коли черговий інакший переживає свою відкинутість, і тому постійно оточена водою, як ембріон. Тому й усі неймовірно різні люди цього малого світу — так чи інакше родичі, так чи інакше повторюють долі одне одного. Ця книжка в ритмі дихання — про них. Кожна історія — як міст через воду, щоб пройти і навчитися дихати в унісон з іншими.

## Структура
Книга складається з 9 оповідань:
1. «Вода»
2. «Каштелян»
3. «Вітер у порожній очниці»
4. «Мартин»
5. «Володарка зміїв»
6. «Море нас поглинуло»
7. «Лалібела»
8. «Хлопчик і син»
9. «Вера і Флора»

Особливістю збірки є парні оповідання. Зокрема, текст «Вітер у порожній очниці» є продовженням твору «Вода», а «Море нас поглинуло» — «Хлопчик і син». Як зазначає сама авторка, деякі сюжети її текстів зі збірки «римуються», а герої переходять з оповідання в оповідання.

## Проблематика
А. Лісс зазначив, що К. Калитко звернулася у власній збірці до актуальних для сьогодення тем.
|              | Вона [К. Калитко] підкреслює важливість зберігати просте вміння людського спілкування, досягати взаєморозуміння між людьми з різним життєвим досвідом, несхожою історією та цінностями. |
| — Артем Лісс | |

На думку О. Кузьми, у книзі К. Калитко зобразила персонажів із різними травматичними досвідами. Таким є, наприклад, головний герой з оповідання «Каштелян», який опинився в мертвому місці після апокаліпсису й тепер намагається зрозуміти сенс життя.
|                 | Суб’єкти художнього зображення в книжці Катерини Калитко – це персонажі постапокаліптичного світу, глибоко потравмовані й відчужені, у них втрачені смисли буття, і кожен прагне ці смисли віднайти, якими б абсурдними вони не були. |
| — Оксана Кузьма | |

Наскрізною проблемою всіх героїв є самотність. Крім того, більшість із них є маргіналами (хлопчик-дівчинка, зрадник, ветеран війни, сумирний вар'ят, юнак пубертатного віку), персонажами, які не входять у традиційне поняття норми.
|                    | Я намагалася показати глибину щоденного драматизму, який стається з усіма людьми, і дуже часто залишає після себе страшні наслідки. |
| — Катерина Калитко | |

## Символізм
У центрі художнього світу — Земля Загублених. На думку О. Кузьми, це «перевернутий» образ Землі Обітованої.
|                 | …замість проживання в сакральному просторі рідного дому/землі/краю/батьківщини персонажі опиняються в закам’янілій подобі життя, у якій немає права бути собою, тому ця земля називається Загубленою, бо кожен загубив себе в силу різних життєвих обставин і так і не зміг заново осягнути смисли свого існування. |
| — Оксана Кузьма | |

## Інтермедіальні зв'язки

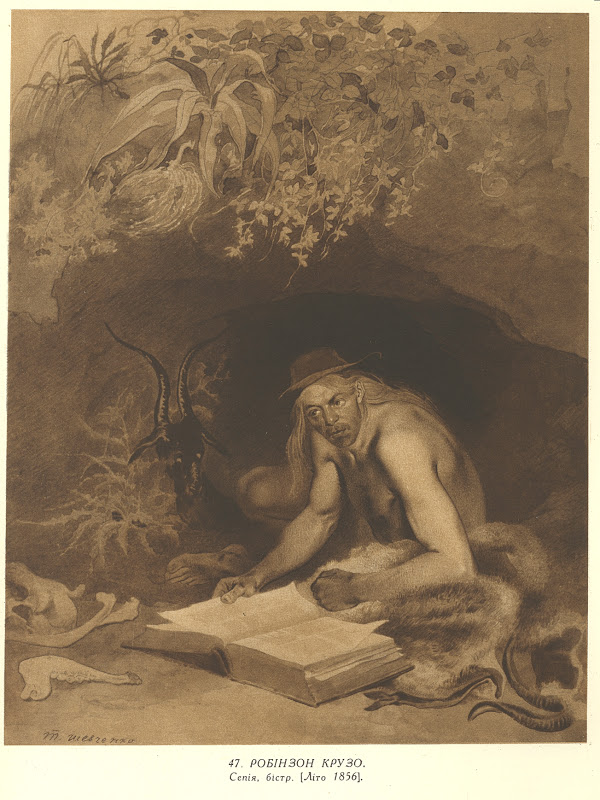
Тарас Шевченко. Робінзон Крузо

У збірці К. Калитко можна простежити деякі відомі сюжети, мотиви, героїв і геопоетичні натяки. Головний герой з оповідання «Каштелян» — це Робінзон Крузо навпаки, за спостереженнями Є. Стасіневича. Крім того, у книзі є видозмінений образ Аміра з роману Халеда Госсейні «Ловець повітряних зміїв». Це персонаж з оповідання «Володарка зміїв», який пережив травматичний досвід і тепер продає повітряних зміїв на ринку.

## Жанр і стиль
Характеризуючи назву збірки, З. Шевчук зазначила на вкрапленнях жанру казки. З казкою оповідання К. Калитки мають такі спільні ознаки: наявність другого плану, символічність образів і фантастичність оповіді. Збірку авторки літературознавиця назвала казкою-параболою.
|                    | Я не намагалася писати суто в казкових канонах — це стилістично завершені розповіді, кожна з яких має свою внутрішню логіку і диктує стилістику, у якій вона написана. |
| — Катерина Калитко | |

Крім казки, у перших трьох оповіданнях К. Калитко наявні вкраплення таких жанрів: притча, фентезі, куртуазна література. На думку О. Кузьми, це характерна особливість постмодерної літератури — гра з текстом, структурою, жанрами та стилями.
Є. Стасіневич заперечив жанрове визначення текстів зі збірки як казки. На думку літературного критика, це «вміло замасковані під оповідання „заархівовані“ повісті».
Хоч у книзі наявна магія, проте деякі оповідання написані в реалістичному стилі. Г. Улюра стверджує, що збірку все ж не можна віднести до магічного реалізму як «притчі і вічний пошук домівки на тлі неминучості Історії». Усе через опосередковану роль людини в книзі. Натомість літературна критикиня називає збірку екологічним реалізмом, акцентуючи на значній ролі природи та природного.

## Критика
|                                               | Спосіб взаємодії зі світом у героїв Калитко є чуттєвим, більше – еротичним. Те, що розумники називають «необмеженим епістемологічним доступом» дає збій саме тоді, коли ми наближаємося впритул до двох речей – магії (бо ми не можемо її пояснити, і звемо продуктом уяви) і природи (бо ми не можемо її пояснити, і звемо себе її господарями). Отже, персонажі, котрі заселяють «Землю», насправді дуже іронічні. І це, скажу, не робить їх щасливим людьми. Скоріше, просто людьми. |
| — Ганна Улюра, Право бути незрозумілим, Zbruc | |

| | Вже з першого погляду назва збірки обіцяє параболічність наративу, формує горизонт очікування і метод прочитання, а також етичний орієнтир: дослідження народжених у глибинах душі джерел страху — темної частини людини й світу. А щоб випробування було читачеві по силах, авторка обіцяє, що вони будуть «маленькі»: дозовані страхи на будь-який смак, запаковані у форму казки. …Настанову для майбутнього прочитання можна звести до такої: жодної буквальності в інтерпретації, пошук другого дна і формування загальної картини — або карти — Землі Загублених, адже всі тексти збірки так чи інак пов'язані цією темою-загадкою: хто ці загублені, ким загублені, в якій землі й наскільки — питання, що не залишають читача до останньої сторінки і, на щастя, в останньому тексті таки знаходять часткову відповідь, решта ж смислів — на інтерпретаційній совісті та потузі читача |
| — Зоя Шевчук, Хто кого загубив у Землі Загублених, або Що найстрашніше у маленьких страшних казках Катерини Калитко? | |

### Нагороди
Збірка була відзначена премією «Книга року Бі-Бі-Сі — 2017».

## Переклад
2018 року в США в перекладі англійською Олександри Гординчук вийшло оповідання «Вода» зі збірки К. Калитко. Його було опубліковано в часописі Newfound. Переклад увійшов до короткого списку The Käpylä Translation Prize 2018.